# La sacerdotessa d'Irminsul
La sacerdotessa d'Irminsul è un'opera in due atti di Giovanni Pacini, su libretto di Felice Romani. La prima rappresentazione ebbe luogo al Teatro Grande, poi Teatro Verdi, di Trieste, l'11 maggio 1820.

## Trama

### Atto I
Nel bosco sacro alla dea Irminsul, il popolo sassone si radura, pregando sulle tombe degli eroi morti, primo fra tutti Vitikindo, il defunto re e padre dell'attuale sovrano Clodomiro. Infatti le armate di Carlo Magno minacciano i territori dei Sassoni, e lo stesso gran sacerdote Sennone è incerto sull'esito della battaglia, invitando i fedeli a ricorrere alla preghiera. Giunge il guerriero sassone Ubaldo, che reca la notizia che il sovrano non è morto in battaglia, come creduto, ma è vivo e vittorioso; giunge infatti poco dopo, accolto festante dalla sua gente. Clodomiro fa inviare al campo dei franchi un messo, che annunci che avrebbe ucciso tutti gli ostaggi, se non gli fosse stato consegnato un guerriero che ha ucciso un suo generale, rompendo la tregua fra i due popoli. Poco dopo, egli viene informato da Sennone che la sua amata Romilda, sua figlia, credendolo morto in battaglia, si è votata alla dea Irminsul, e dunque non può più sposarsi col sovrano. La stessa fanciulla è tormentata dalla sua scelta, mentre viene condotta al tempio per la vittoria. Intanto, giunge presso i Sassoni il guerriero franco colpevole, di nome Ruggiero. Egli consegna come ultimo pegno alla propria scorta la propria spada, prima di congedarla. Giunge Clodomiro, furibondo, che interrogandolo e promettendogli la morte, intuisce che in realtà egli è un segreto amante di Romilda, e che la scusa del voto sacro era solo un pretesto. Il sovrano non tarda a rinfacciare ciò a Romilda, alla quale minaccia di far giustiziare Roggiero; unico modo per salvarlo, è di accettare di sposare Clodomiro entro sera. Romilda inorridisce, e prega il re di mutare consiglio, ma questo si mostra ostinato; dunque la fanciulla chiede almeno di poter scambiare un ultimo colloquio col giovane. Clodomiro acconsente. I due amanti dunque si incontrano nei sotterranei del tempio d'Irminsul, dove Ruggiero è rinchiuso, e si scambiano promesse d'amore. La fanciulla prova a far fuggire l'amato, ma i due vengono sorpresi dal corteo sacro venuto a prendere il prigioniero, guidato da Clodomiro e Sennone. Tutti inorridiscono alla scena, ed in un quadro generale di sconcerto ambo gli amanti vengono serbati alla terribile giustizia del re.

### Atto II
Sennone assicura a Clodomiro che ignorerà il suo essere padre nel giudicare la figlia colpevole. Partito il sacerdote, giunge Ubaldo, che fa notare al sovrano come ormai non sia più gentile e dolce come un tempo, ma assetato di sangue e tirannico; Clodomiro risponde che solo con la morte di Romilda tornerà alla calma originaria. Nel tempio d'Irminsul viene intanto celebrato il processo ai due, ed è giudice lo stesso Sennone. Avendo udito i casi dei due giovani, il sacerdote inizia a impietosirsi; Clodomiro, temendo un possibile cambio di opinione da parte del vecchio, ordina ad Ubaldo di tenerlo sotto controllo. In effetti Sennone ha avuto una terribile crisi di coscienza, e, di nascosto, corre a liberare i due amanti, lasciandoli fuggire e dandogli un commosso addio. Poco dopo, proprio sul punto di dare ai due amanti la morte, uno sconcertato Clodomiro scopre che i due amanti sono fuggiti, e Sennone, senza timore alcuno, dichiara fieramente di averli liberati. Il re, fuor di sé dalla rabbia, ordina di far giustiziare lo stesso sacerdote. Romilda, saputo dell'incidente, si consegna alle guardie al posto del padre. Ma ormai è tardi: Ruggiero, tornato presso i suoi, è penetrato nel tempio di Irminsul per una via sotterranea, circonda i sacerdoti e disarma l'esercito nemico, giurando di ridurre in cenere quel tempio, simbolo di un orrido rito pagano. Avendo così salvato Romilda e sconfitto Clodomiro, Ruggiero si può ricongiungere con l'amata, mentre il coro celebra la virtù del guerriero normanno.

## Struttura musicale
- Sinfonia

### Atto I
- N. 1 - Introduzione e Preghiera Dalla pietra che in seno vi chiude - Dio, che dell'Istro al Reno (Coro, Sennone)
- N. 2 - Coro e Cavatina di Clodomiro Vieni, vieni guerriero del fato - Pace bramo, e pace spero (Clodomiro, Coro)
- N. 3 - Coro e Cavatina di Romilda Fra gl'inni e i cantici - Esci, o fatal memoria (Romilda, Coro)
- N. 4 - Coro e Cavatina di Ruggiero Fidi a Ruggiero, e intrepidi - Del delitto in me punito (Ruggiero, Coro)
- N. 5 - Duetto fra Romilda e Clodomiro Io so ben che da te pende
- N. 6 - Finale I Se tu m'ami, e se il tuo core (Ruggiero, Romilda, Clodomiro, Sennone, Coro)

### Atto II
- N. 7 - Introduzione seconda Chi può vederti, o misero (Coro)
- N. 8 - Coro Scenda dall'etere
- N. 9 - Terzetto fra Romilda, Ruggiero e Sennone Oh! ciel, da cui provvide
- N. 10 - Coro ed Aria di Clodomiro Al tristo ufficio - All'estrema sua sorte (Clodomiro, Sennone, Coro)
- N. 11 - Aria di Romilda Gode la figlia oppressa (Romilda, Coro)
- N. 12 - Aria Finale di Ruggiero Volte cadranno in cenere (Ruggiero, Coro)